# Berthold Lubetkin

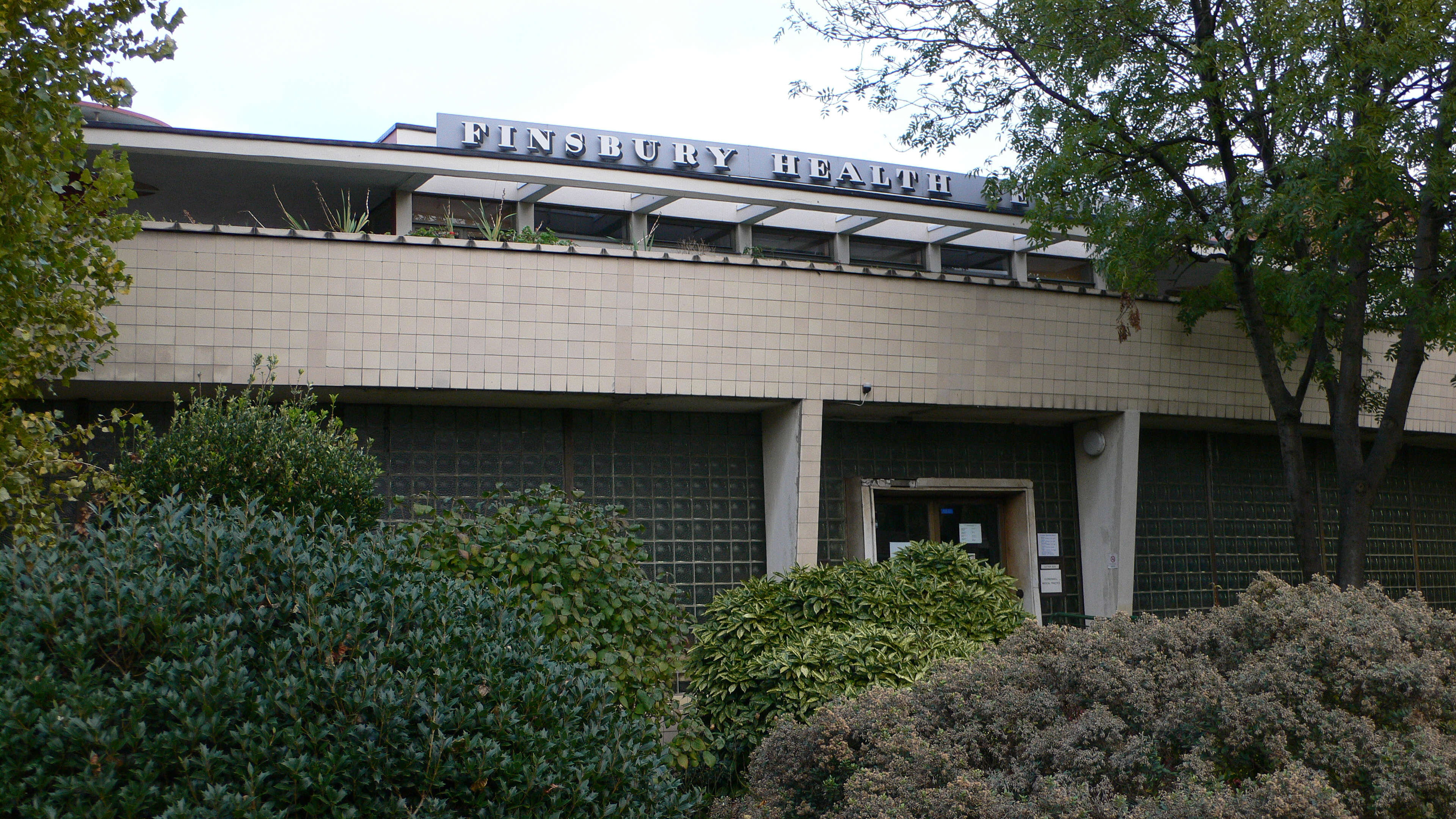
B. Lubetkin: Finsbury Health Centre

Berthold Lubetkin (właśc. Biertold Romanowicz Lubietkin, ros. Бертольд Романович Любеткин, ur. 14 grudnia 1901 w Tbilisi, zm. 23 października 1990 w Bristolu) – brytyjski architekt pochodzenia rosyjskiego, uznawany za najwybitniejszego brytyjskiego przedstawiciela modernizmu przed II wojną światową.

## Życiorys
Studiował architekturę w latach 1920-1922 w Moskwie i w Leningradzie, gdzie zapoznał się z konstruktywizmem, a następnie w Berlinie i w Warszawie. W latach 1926–1927 pracował u Auguste Perreta w Paryżu, a potem prowadził tam pracownię z Jeanem Ginsburgiem. W 1930 przeniósł się do Wielkiej Brytanii, a w 1932 założył w Londynie biuro architektoniczne Tecton. Współpracował z Ove Arupem i Marcelem Breuerem. Architektura Lubetkina stanowiła syntezę radzieckiej architektury konstruktywistycznej z ideami propagowanymi przez Le Corbusiera, wprowadził do brytyjskiej architektury motywy pilotis i tarasu dachowego.
W 1948 został architektem miejskim w Peterlee, jednym z new towns, jednak w 1950 zrezygnował z posady ze względu na nieprzyjęcie jego projektu. Wkrótce wycofał się na kilka lat z życia zawodowego. W połowie lat 50. na krótko powrócił do pracy, po czym przeszedł na emeryturę i zamieszkał na farmie w Gloucestershire, niekiedy zabierając głos w debatach na temat architektury. W 1982 otrzymał Złoty Medal RIBA.

## Główne dzieła
- budynek wielorodzinny High Point I w Highgate, 1933-1935
- wybieg pingwinów i inne budynki w ogrodzie zoologicznym w Londynie, 1934
- Finsbury Health Center, 1935-1938
- budynek wielorodzinny High Point II w Highgate, 1936-1938
- budynki Halford Square w Londynie, 1954-1956